# CEEOL
CEEOL (Central and Eastern European Online Library) е онлайн библиотека, предлагаща достъп до академични периодични издания, предимно от Централна и Източна Европа, в дигитален формат.

## Данни
Към края на 2020 г. списъкът има около 2300 списания, покриващи повече от 30 страни. Предметната ориентация е към хуманитаристика и обществени науки. Българските издания, включени в CEEOL, са около 60. За достъпа до текстовете е необходим платен абонамент, предоставян на институции.
Платформата е изградена и поддържана от германската фирма Questa.Soft GmbH със седалище във Франкфурт на Майн. Проектът е продължение на по-ранна инициатива (Palais Jalta, 1991 – 2003), датираща от началото на 90-те години. В развитието му е включено по-нататък и предлагането на книги в електронен формат.

## Bижте също
- JSTOR